# Eugenio Inchausti
Eugenio Inchausti (San Nicolás de los Arroyos, 4 de noviembre de 1943) fue secretario Parlamentario de la Cámara de Diputados de la Nación Argentina desde diciembre de 2015 y hasta diciembre de 2019.
Reconocido cantor y compositor folclórico, pertenece al grupo "Los Arroyeños".

## Biografía
Ingresó a la Cámara de Diputados de la Nación como secretario privado del entonces Presidente de la Cámara Arturo Mor Roig a los 20 años de edad. Con el retorno de la democracia, el 10 de diciembre de 1983, asumió como director de Secretaría, cargo en el que se desempeñó durante más de treinta años. En diciembre de 2015 fue elegido Secretario Parlamentario de la Cámara de Diputados de la Nación, cargo que ocupó hasta diciembre de 2019.
Fundador junto a hermano Miguel Angel (Chany) del conjunto folclórico “Los Arroyeños”.
Compositor prolífico entre lo que se destacan los clásicos argentinos: “Que se vengan los chicos” (1967), “Cuando muere el angelito” (con Marcelo Ferreyra) y “Dame tu brazo amor” (con Julia Prilutzky Farny), entre otros.